# Antirondalla
Una antirondalla és un una paròdia del gènere rondallístic, generalment breu, que té el propòsit de sorprendre, enrabiar i burlar-se dels infants. Pot partir d'una rondalla meravellosa o una rondalla formulística. Trenca les expectatives de l'auditori mitjançant una narració circular, un relat que no acaba mai o forçant al públic a respondre preguntes enganyoses.